# Belojevići
Belojevići (srbsko Белојевићи, latinizirano: Belojevići) so bili srbska zgodnjesrednjeveška  plemiška in vladarska družina, ki je vladala v Travuniji in Trebinju. Ustanovitelj rodbine, Beloje, je bil gospodar Travunije v času vladavine kneza Vlastimirja (ok. 836—850) in morda že v času vladavine Radoslava ali Prosigoja (819—822). Vlastimirjeva hči je bila poročena z Belojevim sinom Krajino, ki je nekje po srbsko-bolgarski vojni (839—842) dobil naziv kneza. Krajinov naslednik je v imenu srbske krone še naprej vladal v Travuniji, to je v zaledju Dubrovnika in Boke Kotorske s sedežem v Trebinju, in za njim njegov sin Hvalimir in vnuk Čučimir. 

## Člani
- Beloje (pred 839), gospodar Trebinja

- Krajina  (ok. 847), po poroki z Vlastimirjevo hčerko župan (knez) Travunije

- Hvalimir (grško Φαλιμἑρης, Falimeros, pozno 9. stoletje)

- Čučimir (grško Τζουτζημέρης, Cucimeres,, prva polovica 10. stoletja)